# The Blood Brothers
The Blood Brothers was een Amerikaanse posthardcore band van 1997-2007, opgericht in Eastside Seattle. Het kwintet heeft tot nu toe vijf albums uitgebracht, evenals tal van nevenprojecten namens de leden. Ze herenigden zich voor een reeks shows rondom en inclusief FYF Fest in 2014.

## Bezetting
Huidige bezetting
- Jordan Blilie (leadzang, piano, gitaar, 1997–2007, 2014)
- Johnny Whitney (leadzang, keyboards, piano, programmering, 1997–2007, 2014)
- Mark Gajadhar (drums, percussie, 1997–2007, 2014)
- Morgan Henderson (basgitaar, gitaar, keyboards, achtergrondzang, 1997–2007, 2014)
- Cody Votolato (gitaar, percussie, achtergrondzang, 1999–2007, 2014)

Voormalige leden
- Devin Welch (gitaar, 1997–1999)

## Geschiedenis
Zanger Jordan Blilie en Johnny Whitney en drummer Mark Gajadhar formeerden de band uit een eerdere muzikale onderneming, een band genaamd Vade waar ze bij betrokken waren toen ze 15 jaar oud waren. Samen met bassist Morgan Henderson en gitarist Devin Welch werden de Blood Brothers geformeerd in augustus 1997. De band nam het daaropvolgende jaar hun eerste 7"-record op voor $ 200 in een kelder. Na Welch te hebben vervangen door gitarist Cody Votolato (die is een jaar jonger dan de rest van de band), was de huidige bezetting compleet. De band vertrok onmiddellijk op hun eerste tournee, nadat Votolato afstudeerde van de middelbare school.
Muziekwebsite Punknews.org meldde dat de band op pauze was, hoewel ze de situatie aanvankelijk hadden gemeld als een breuk. Het nieuwsbericht gekoppeld aan een forumbericht van Three One G-eigenaar Justin Pearson, die reageerde op een bericht over het uiteenvallen van Some Girls, die alleen zei dat 'de Blood Brothers' uit elkaar zijn gegaan. The Blood Brothers traden in 2007 op in Duitsland. De band ging officieel uit elkaar in juni 2007, maar hield de informatie tot november 2007 voor het publiek geheim. Geruchten over de ontbinding gaan terug tot juli. Van The Blood Brothers werd verwacht dat ze begin 2008 een aankondiging zouden doen over hun toekomst, maar in plaats daarvan kondigden ze officieel het uiteenvallen aan op 8 november 2007.

## Stijl
The Blood Brothers wordt algemeen gezien als een posthardcore band en bevat elementen uit een aantal genres, waaronder experimenteel, screamo, noise, avant-garde en dance. De band valt vooral op door de unieke duellerende zang van Johnny Whitney en Jordan Blilie. De stijl van het gitaarspel van Votolato is in de loop van de tijd sterk veranderd, met name tussen het zware, discordante geluid van Burn, Piano Island, Burn en de minimalistische leadlines van Crimes, waar de energie van de drums en zang de neiging heeft om het gebrek aan zware vervorming goed te maken. Er wordt algemeen aangenomen dat de stem van Whitney is geëvolueerd van de onduidelijke, giftige klank op This Adultery Is Ripe tot het hoge geluid ('als een kind dat wordt gemarteld') dat wordt gehoord op Crimes, terwijl Blilie's stem meer onderscheidend is geworden met behoud van dezelfde lage, robuuste wreedheid. De band heeft onder andere Drive Like Jehu, Gang of Four, Botch en Antioch Arrow genoemd als invloeden. Het laatste album Young Machetes van The Blood Brothers werd uitgebracht op 10 oktober 2006, samen met Fugazi-lid Guy Picciotto.

## Andere projecten
Verschillende leden van de band waren of zijn momenteel betrokken bij andere projecten:
- Johnny Whitney en Mark Gajadhar brachten in 2005 het album Chandeliers in the Savannah uit onder de naam Neon Blonde na het uitbrengen van Crimes in 2004. Een ep werd ook eerder in 2005 uitgebracht.
- Samen met leden van The Locust en Yeah Yeah Yeahs, vormden Jordan Blilie en Cody Votolato kort na het uitbrengen van Crimes van Head Wound City en brachten ze een titelloze ep uit. De band hergroepeerde zich en bracht op 13 mei 2016 het album A New Wave of Violence uit.
- In 2007 besloten Johnny Whitney en Cody Votolato samen met Jay Clark (voorheen van Pretty Girls Make Graves) om Jaguar Love te starten. De eerste publicatie van de band was een limited-edition titelloze ep, die op 3 juni van dat jaar werd uitgebracht. Op 29 december 2007 kondigden ze aan dat ze zouden beginnen met het opnemen van hun eerste volledige plaat. De plaat Take Me To The Sea werd uitgebracht op 19 augustus 2008. Hun tweede album Hologram Jams werd uitgebracht op 2 maart 2010.
- Johnny Whitney speelde samen met Devin Welch en Hannah Blilie in The Vogue (1999-2000), die na het vertrek van hun toetsenist evolueerden tot Soiled Doves (2000-2001). The Vogue bracht in 2000 het album uit As Brass As Satin. Soiled Doves bracht in 2003 het album Soiled Life uit.
- Johnny Whitney startte samen met zijn vrouw Amy Carlsen een kledingbedrijf genaamd Crystal City Clothing. Tot op heden hebben ze shirts gemaakt voor Panic! at the Disco, Thursday en Rocky Votolato. Ze produceerden ook een aantal jaren de meeste merchandise-ontwerpen voor The Blood Brothers.
- Jordan Blilie, Mark Gajadhar en Morgan Henderson vormden eind 2007 de band Past Lives met de originele Blood Brothers-gitarist Devin Welch. Hun debuut-ep Strange Symmetry werd in augustus 2008 beschikbaar gesteld voor digitale download. Ze hebben ook een suite met vijf nummers opgenomen voor nummer 7 van The Journal of Popular Noise, die in juni moet verschijnen in 2008. Op 23 februari 2010 bracht de band hun volledige debuutalbum Tapestry of Webs uit voor Suicide Squeeze Records.
- Morgan Henderson heeft een solo-elektronisch project met de naam O, Hunter. Hij heeft voor sommige bands remixen gemaakt van enkele nummers, zoals Minus The Bear. Hij bracht een groot deel van 2010 door met het schrijven en opnemen van de Helplessness Blues van de Fleet Foxes en toert momenteel met hen vanaf 2017.
- Mark Gajadhar treedt op als DJ Gajamagic. Onder deze naam heeft hij de band Champagne Champagne gevormd met rapper Pearl Dragon en Thomas Gray. DJ Gajamagic is ook de helft van WEEKEND en de andere helft is Ryann Donnelly van Schoolyard Heroes. In 2014 trad Gajadhar toe als drummer van Hardly Art band Grave Babies.
- Cody Votolato is momenteel de gitarist in de Merge Records band Telekinesis en ook de rondtrekkende gitarist van Cold Cave.

## Discografie

### Albums
- 2000: This Adultery Is Ripe
- 2002: March on Electric Children
- 2003: ...Burn, Piano Island, Burn
- 2004: Crimes
- 2006: Young Machetes

### Ep's
- 1997: The Blood Brothers
- 1998: Home Alive '98 split 7" met Stiletto
- 1999: Dynamic Sound! split 7" met Milemarker
- 2003: Rumors Laid Waste
- 2005: Love Rhymes with Hideous Car Wreck

### Singles
- 2003: Ambulance vs. Ambulance
- 2004: Love Rhymes with Hideous Car Wreck
- 2006: Laser Life
- 2007: Set Fire to the Face on Fire

### Muziekvideo's
- 2003: Ambulance vs. Ambulance
- 2004: Love Rhymes with Hideous Car Wreck
- 2006: Laser Life
- 2007: Set Fire to the Face on Fire

### DVD's
- 2003: Jungle Rules Live
- 2003: This Is Circumstantial Evidence
- 2004: The Fest 3

### Andere optredens
- The Blood Brothers produceerden een cover van de song Under Pressure verschenen op het Queen tribute album Dynamite With a Laser Beam.
- The band coverde ook Gang of Four's Anthrax voor een tribute album dat nooit verscheen. Een remix kan worden gevonden op de ep Love Rhymes with Hideous Car Wreck.
- The band vertolkte Trash Flavored Trash on ABC's 'Live with Jimmy Kimmel!' in september 2005.
- The band vertolkte Set Fire To The Face On Fire en Laser Life in seizoen 2, episode 6 van IFC's The Henry Rollins Show, 18 mei 2007